# Vowchurch
Vowchurch – wieś w Anglii, w hrabstwie Herefordshire. Leży 16 km na zachód od miasta Hereford i 202 km na zachód od Londynu. Miejscowość liczy 163 mieszkańców.